# おかしなアヒルの子
『おかしなアヒルの子』（Just Ducky、1953年9月5日）はトムとジェリーの作品の一つ。日本においては2004年1月1日以降パブリックドメインである。

## スタッフ
- 監督 - ウィリアム・ハンナ　ジョセフ・バーベラ
- 製作 - フレッド・クインビー
- 作画 - ケネス・ミューズ　エド・バージ　レイ・パターソン　アーヴン・スペンス　アル・グランドメン
- 背景 - ロバート・ジェントル
- 音楽 - スコット・ブラッドリー

## 内容
母アヒルが見守る中、巣の上の卵が孵り子アヒルが次々と産まれた。5羽の幼いアヒルたちは母親について水辺に入り泳いでいく。ところが、最後に少し遅れて孵った子は、何故か泳ぐことが出来ず沈んでしまう。
母親や兄弟たちに気付かれずに置いて行かれてしまい、泣き崩れる子アヒル。そこへジェリーが通りかかる。事情を知ったジェリーは彼に泳ぎを教え、クロールの要領で泳がせるが一向にうまくいかない。仕方なくジェリーは浮き袋を取りに家へと戻る。一方、自分が泳げないことを悲観した子アヒルは愚痴を零しながらその場から立ち去ろうとする。その先には、空き缶で湯を煮立ててスープを作っているトムがおり、下を向いて歩いていた子アヒルはトムが仕掛けた小細工に気付かず鍋の中に落ちてしまい、空き缶鍋の具材にされかける。子アヒルの悲鳴を聞きつけ助け出すジェリー。こうして、いつものドタバタが始まる。
追いかけっこをしているうちに、トムはジェリーを上手く出し抜きドラム缶に閉じ込めるも、子アヒルを追う勢いで池にうっかり落ちて溺れてしまう。実はトムも子アヒルと同じく全く泳げなかったのだ。カナヅチ同士ではどうしようもないため見捨てようとする子アヒル。しかし、溺れて沈み行くトムを放っても置けず、泳ぎが得意なジェリーもいないため、子アヒルは意を決して池に飛び込み、そのまま必死に羽で水を掻き、無我夢中でトムを救出する。子アヒルは知らぬ間に「アヒル掻き」で泳ぐ方法を習得していたのだ。
水中から引き揚げられたトムは、風邪をひいてしまい、毛布に包まりながらジェリーに介抱される。そして、母アヒルや他の兄弟らの後を異なる泳ぎをしてついて行くおかしなアヒルの子に、トムとジェリーはにこやかに手を振るのであった。

## 登場キャラクター
トム
通りかかった子アヒルをスープに入れて食べようとする。だがジェリーに阻止され、ジェリー共々子アヒルを捕まえようとしているうちに池へ転落し溺れてしまう。最後は子アヒルに引き揚げられたのちジェリーに介抱され、自力で泳げるようになり仲間の元へ帰る子アヒルを見送った。
ジェリー
泳げないことを知った子アヒルに泳ぎ方を教えると共に、彼を捕まえようとするトムを協力して撃退。最後は溺れたトムを介抱すると共に、自ら泳ぎ方を習得した子アヒルを見送った。
アヒルの子
末っ子として生まれ、何度練習してもカナヅチでいる自分を悲観。やがてトムに捕まりそうになって必死に逃れ続けるが、トムが溺れた時には一時は見捨てかけたものの自ら池に飛び込んでトムを救う。その過程で泳げるようになり、最後は他のアヒルたちと異なる泳ぎをしながらも仲間の元へ帰っていった。
母アヒルと他の子アヒルたち
温め続けた卵から次々と生まれた雛を連れて池を泳ぐ。

## その他
この作品は第26回アカデミー賞の最終候補まで残ったものの、受賞・ノミネートを逃している。